# 1937 في تونس
فيما يلي قوائم الأحداث التي وقعت خلال عام 1937م في تونس.